# アリャクサンドラ・サスノビッチ
アリャクサンドラ・サスノビッチ（Aliaksandra Sasnovich, ベラルーシ語: Аляксандра Аляксандраўна Сасновіч, 1994年3月22日 - ）は、ベラルーシ・ミンスク出身の女子プロテニス選手。現時点ではまだWTAツアーでシングルス・ダブルスともに優勝はない。自己最高ランキングはシングルス30位、ダブルス45位。身長174cm、体重60kg。右利き、バックハンド・ストロークは両手打ち。

## 来歴
8歳からテニスを始める。2010年にプロに転向。
4大大会では2014年全米オープンで予選を勝ち上がり初出場した。1回戦でアンナ・カロリナ・シュミエドロバを 6-4, 6-3 で破り、2回戦で第10シードのキャロライン・ウォズニアッキに 3-6, 4-6 で敗れた。
2012年からフェドカップベラルーシ代表に選ばれている。フェドカップ2017では1回戦でオランダ、準決勝でスイスを破り決勝に進出した。決勝ではアメリカに2勝3敗で敗れたが、ベラルーシの準優勝に貢献した。
2018年は開幕戦のブリスベン国際で決勝に進出。エリナ・スビトリナに 2–6, 1–6 で敗れ準優勝になった。2018年全豪オープンでは3回戦まで進出した。ウィンブルドンでは1回戦で第8シードのペトラ・クビトバを 6-4, 4-6, 6-0 で破る殊勲を挙げ4回戦に進出した。4回戦でエレナ・オスタペンコに 6-7(4), 0-6 で敗れた。全米オープンでは3回戦で優勝した大坂なおみに 0–6, 0–6 で完敗している。
2019年全米オープンではビクトリア・クズモバと組んだ女子ダブルスでベスト4に進出している。

## WTAツアー決勝進出結果

### シングルス: 2回 (0勝2敗)
| 大会グレード                  |
| ----------------------------- |
| グランドスラム (0–0)          |
| WTAファイナルズ (0–0)         |
| プレミア・マンダトリー (0–0)  |
| プレミア5 (0-0)               |
| WTAエリート・トロフィー (0-0) |
| プレミア (0–1)                |
| インターナショナル (0–1)      |

| 結果   | No. | 決勝日        | 大会       | サーフェス | 対戦相手                 | スコア   |
| ------ | --- | ------------- | ---------- | ---------- | ------------------------ | -------- |
| 準優勝 | 1.  | 2015年9月27日 | ソウル     | ハード     | イリーナ＝カメリア・ベグ | 3–6, 1–6 |
| 準優勝 | 2.  | 2018年1月6日  | ブリスベン | ハード     | エリナ・スビトリナ       | 2–6, 1–6 |

## 4大大会シングルス成績
略語の説明
| W | F | SF | QF | #R | RR | Q# | LQ | A | Z# | PO | G | S | B | NMS | P | NH |

W=優勝, F=準優勝, SF=ベスト4, QF=ベスト8, #R=#回戦敗退, RR=ラウンドロビン敗退, Q#=予選#回戦敗退, LQ=予選敗退, A=大会不参加, Z#=デビスカップ/BJKカップ地域ゾーン, PO=デビスカップ/BJKカッププレーオフ, G=オリンピック金メダル, S=オリンピック銀メダル, B=オリンピック銅メダル, NMS=マスターズシリーズから降格, P=開催延期, NH=開催なし.
| 大会           | 2014 | 2015 | 2016 | 2017 | 2018 | 2019 | 2020 | 通算成績 |
| -------------- | ---- | ---- | ---- | ---- | ---- | ---- | ---- | -------- |
| 全豪オープン   | A    | LQ   | 2R   | 1R   | 3R   | 3R   | 1R   | 5–5      |
| 全仏オープン   | A    | LQ   | 1R   | 2R   | 2R   | 1R   |      | 2–4      |
| ウィンブルドン | A    | 2R   | 2R   | 1R   | 4R   | 1R   |      | 5–5      |
| 全米オープン   | 2R   | 1R   | 1R   | 2R   | 3R   | 2R   |      | 5–6      |